# 스바루 360
스바루 360은 1958년부터 1971년까지 생산한 준소형차이다.

## 1세대(K-1111)
1957년 1월에 공개된 도쿄 모터쇼에서 K-1111이라는 콘셉트 카가 공개되었고, 1958년 3월 10일에 출시되었다. 1959년에 밴 모델과 트럭이 출시되었고 1963년에 리어 램프와 라이트가 약간 커졌지만, 초기형도 같이 생산했다. 1971년에 후속인 R-2한테 자리를 넘겨주고 단종되었다. 폭스바겐 비틀과 유사하게 생겼고 그 차량을 베낀 게 아니냐는 이야기도 있을 법 한데, 360은 개발될 당시 비틀을 전혀 참고하지 않았다고 한다.

## 미디어에서의 360
- 루팡 3세: 루팡 3세 1$ 머니 워즈와 명탐정 코난과의 콜라보인 루팡 3세 vs 명탐정 코난에서 루팡 3세의 차로 나온다.
- 명탐정 코난: 쿠도 신이치의 저택에 머무는 대학생인 오키야 스바루(최수현)의 차량으로도 나온다.
- 닥터 슬럼프: 구작에서 후기형이 경찰차로 자주 나오며, 노리마키 아라레에게 매번 파괴된다. 리메이크에서는 재규어 Mk2로 변경된다.
- 그란 투리스모 시리즈: 1958년식 360이 등장한다.
- 애니메이션 영화인 짱구는 못말려 극장판: 어른 제국의 역습: 차량 추격 씬에 켄의 부하들이 타고 나오는 차량들로 등장한다. 작중에서 닫히는 20세기 박물관 문에 대량으로 충돌해 파손되어 단 한 대도 멀쩡한 모습을 거의 볼 수 없다.
- B: 더 비기닝: 시즌 2에서 여주인공의 차량으로 나온다.